# Kraken in Nederland
Van kraken in Nederland is sprake sinds 1964. Per 1 oktober 2010 is kraken strafbaar.

## Geschiedenis
De eerste georganiseerde kraakacties in Nederland vonden plaats in 1964. In het Amsterdamse studentenblad Propria Cures verscheen een artikel onder de kop Red een pandje waarin werd bericht over de sanering van de wijk Kattenburg. De gehele wijk moest tegen de vlakte. De woningen waren "onbewoonbaar verklaard". Het slopen van de wijk liet echter nog jaren op zich wachten en een verslaggever van het blad beschreef hoe de net door de oorspronkelijke bewoners verlaten huizen door een ploeg gemeentearbeiders onbewoonbaar werden gemaakt.
Het blad noemde dit 'legaal vandalisme' en stelde dat honderden studenten nog jarenlang op Kattenburg zouden kunnen wonen. Propria Cures riep studenten op om mee te doen aan het 'onverklaarbaar bewoond pandverbeuren'. De ergernis over de woningnood werd vergroot doordat in en rondom het centrum van Amsterdam goed bewoonbare huizen en gebouwen jarenlang leegstonden.
De volgende fase was het "witte huizenplan" van de Provo-beweging uit 1966. Woningzoekenden werden opgeroepen leegstaande huizen te bezetten. Deurposten van leegstaande huizen werden witgeverfd om aan te geven dat iedereen die in woningnood zat, erin mocht trekken. Het destijds leegstaand paleis op de Dam werd tot symbool van de Woningnood uitgeroepen.

### Nieuwmarkt

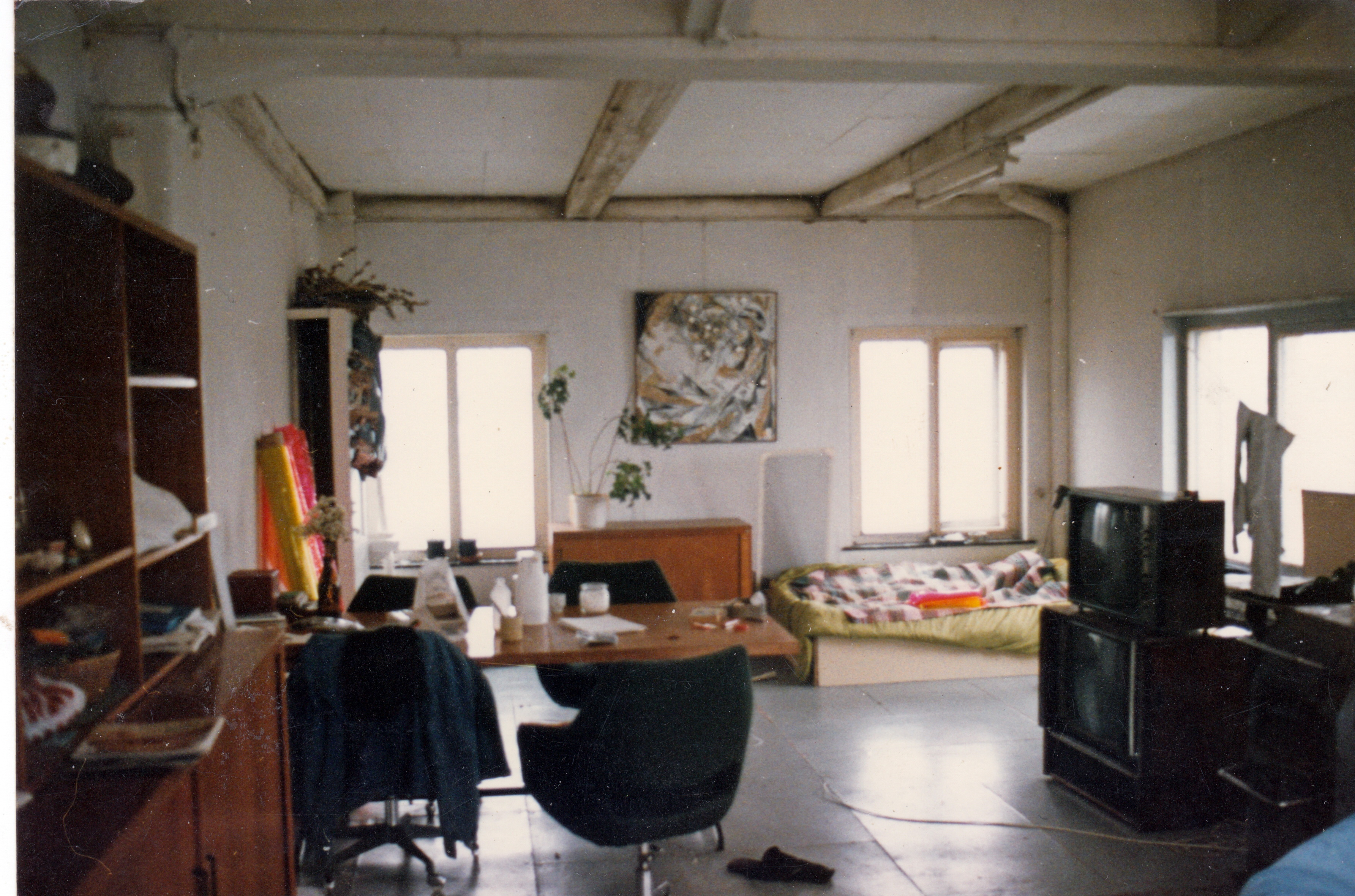
Woning van een kraker in het pand Levantkade 10, KNSM-eiland, Amsterdam (jaren '80)

In 1968 ontstond grote onvrede over het slopen van vele woningen in de Nieuwmarkt- en de Bethaniënbuurt. De gemeente Amsterdam plande hier de Oostlijn van de Amsterdamse metro waarvoor de huizenblokken met de grond gelijk gemaakt moesten worden. Twee ex-provo's (Rob Stolk en Lou van Nimwegen) begonnen in de Bethaniënbuurt het Geïllustreerd Bethaniënnieuws, een aanvankelijk met subsidie van de gemeente Amsterdam gefinancierd nieuwsblad over de saneringsplannen in de buurt, dat al snel een hardere toon begon aan te slaan. Het deed verslag van de eerste kraakacties in de buurt. In januari 1969 bezette Rob Stolk voor een uit Suriname geïmmigreerd gezin een huis aan de Oudezijds Achterburgwal. Het pand was echter bewoond en de politie greep snel in. Het geheel werd als een mislukte inbraak gezien, en sindsdien heet het bezetten van huizen 'kraken' (naar het kraken van een kluis, ook inbraak). Naar aanleiding van deze mislukte actie werd het 'Koöperatief Woningburo De Kraker (doet het steeds vaker)' opgericht. Het zou garant staan voor 'veel publiciteit en enerverend leven'. Als alternatief werd 'Woningburo De Koevoet (weet hoe het moet)' opgericht dat als doel had de individuele kraker, zonder publiciteit, aan een woning te helpen.
In 1975 dreigde de grootschalige ontruiming van de Nieuwmarktbuurt dat leidde tot de Nieuwmarktrellen. De verschillende kraakorganisaties en actiegroepen kwamen bij elkaar en zorgden meer en meer voor een georganiseerde samenwerking.

### Jaren tachtig
De kraakbeweging groeide door en kreeg steeds meer aanhangers. In 1980 kwam het tot een tweesprong. Met veel geweld werd een pand aan de Vondelstraat tweemaal gekraakt en daarna ontruimd. De politie zette zelfs pantservoertuigen in om door de barricades te komen. De inzet van pantservoertuigen tegen de eigen bevolking en gericht tegen de poging tot vermindering van woningnood, zorgde ervoor, dat er sympathie ontstond bij de Nederlandse bevolking voor het kraken. De hele actie zorgde er wel voor dat tijdens de inhuldiging van koningin Beatrix op 30 april 1980 erg veel politie aanwezig was. De kraakbeweging ageerde daartegen, en met de leus 'Geen woning, geen kroning' werd verzet aangekondigd. Op de dag zelf ontstond een ware veldslag tussen politie en (sympathisanten van) de kraakbeweging, wat als het kroningsoproer de geschiedenis ingegaan is. Veel mensen vonden deze krakersrellen te ver gaan, en een aantal krakers vertrok uit de kraakbeweging
Na de grote acties van de jaren tachtig is de kraakbeweging in vergetelheid geraakt. In Amsterdam en Nijmegen werden nog met regelmaat panden gekraakt, maar de aandacht ervoor verminderde. Ook heeft het fenomeen 'kraaktoerisme' zijn intrede gedaan.

### 21ste eeuw
Sinds de invoering van het kraakverbod in 2010 wordt er in Nederland steeds minder gekraakt. Door de woningcrisis en het dure leven in de binnensteden maken het voor sommige jongeren aantrekkelijk om toch te gaan kraken. Sinds enkele jaren lijkt de kraakbeweging weer op te leven in Amsterdam. Zo werd er in oktober 2021 het voormalige Hotel Marnix gekraakt. Nadat de krakers uit het pand werden verwijderd door de politie kraakte de beweging een pand aan de Kinkerstraat in Amsterdam. Ook in andere steden, zoals Leiden en Wageningen, kraakten jongeren uit onvrede over de woningmarkt woningen.

## Juridische aspecten van het kraakverbod
Nederland was tot juni 2010 een van de weinige landen waar kraken, onder bepaalde omstandigheden, niet verboden was bij wet. Wanneer een pand langer dan twaalf maanden niet in gebruik was geweest, werden de krakers niet vervolgd. Het enige wederrechtelijke aspect in strafrechtelijke zin was de vernieling die kon ontstaan als bij het binnengaan van het pand zaken opzettelijk beschadigd werden. Civielrechtelijk ging het echter om een "zonder recht of titel" gebruiken van of verblijven in de woning. Iemand die meende over een (hoger) recht te beschikken, kon bij de civiele rechter ontruiming vorderen.
Krakers in Nederland kozen er daarom vrijwel altijd voor om na het binnendringen van een nieuw pand de politie in te schakelen: deze zou altijd als eerste officieel leegstand en huisvrede moeten constateren, waarna de krakers bewoningswil konden laten blijken. Dit kon door te bewijzen dat er zich in het nieuwe kraakpand een privé huiselijk leven afspeelde (of dat deze intentie 'manifest' was), wat meestal aangetoond kan worden door de aanwezigheid van een slaapplaats, een tafel en een stoel.
Kraken is volgens jurisprudentie van de Hoge Raad uit 1971 geen huisvredebreuk in de zin van artikel 138 van het Wetboek van Strafrecht indien niet voldaan is aan het vereiste dat het pand bij een ander in gebruik is. De Hoge Raad heeft diverse arresten gewezen waaruit het bovenstaande volgt. In de jaren zeventig van de twintigste eeuw zijn er enkele voorstellen gedaan om deze 'maas' in de wet te dichten onder andere door een ontwerp-antikraakwet (niet te verwarren met het antikraak, een vorm van tijdelijk leegstandsbeheer die bedoeld is krakers de wind uit de zeilen te nemen), maar dat wetsvoorstel is nooit aangenomen. Een strafbaarstelling is ook opgenomen geweest in de Leegstandwet. Het kraken van een niet bij B&W geregistreerd leegstaand pand zou niet strafbaar zijn, maar als het pand wel zou zijn geregistreerd was kraken wel strafbaar. In 2007 was de Leegstandwet vrijwel geheel ingetrokken omdat het registreren van leegstaande panden niet werkte in de praktijk. Enkele bepalingen van de bijna geheel vervallen Leegstandwet bestaan nog wel. Die overgebleven artikelen regelen de verhuur van slooppanden. Een bewoner van zo'n pand (waarvoor een vergunning vereist is) heeft minder huurbescherming, mits dit in het contract genoemd staat. In artikel 429sexies Wetboek van Strafrecht werd kraken ten slotte toch strafbaar gesteld voor panden die minder dan een jaar leeg stonden. Kraken van een pand dat langer dan een jaar niet in gebruik is geweest, was niet strafbaar volgens dat artikel. Dit artikel is echter komen te vervallen.
In het begin van de jaren tachtig genoten krakers nog een relatief grote bescherming. Ze werden als bewoners beschermd en voor een ontruiming was een dagvaarding nodig die op naam van de bewoner stond. Door de identiteit van bewoners te verbergen (in de kraakwereld maakt iedereen zichzelf alleen met de voornaam bekend, achternamen worden meestal geheimgehouden) kon men lang blijven zitten (hoewel meerdere panden succesvol zijn ontruimd met behulp van de zogeheten "Huidenstraattruc"). Dit 'gat' in de wet werd al snel door de overheid (op initiatief van CDA-minister Van Agt) gedicht, waardoor anoniem dagvaarden mogelijk werd).

### Wettelijk verbod
In 2003 deed CDA-Tweede Kamerlid Jan ten Hoopen een voorstel om kraken illegaal te maken. Drie jaar later maakten de ministers Sybilla Dekker (Volkshuisvesting) en Piet Hein Donner (Justitie) kenbaar van plan te zijn om kraken strafbaar te stellen. Ze wilden in de zomer van 2006 een wetsvoorstel rond hebben. Argumenten om kraken te verbieden zijn het ontlasten van de politie en het respecteren van het eigendomsrecht. Toenmalig minister Alexander Pechtold (Grotestedenbeleid) en wethouders van de vier grootste steden uitten kritiek op het plan.
De Hoge Raad oordeelde op 9 oktober 2009 dat een inbreuk op een fundamenteel recht als het huisrecht, ook dat van een kraker, moet berusten op een in de wet voldoende precies omschreven bevoegdheid. Volgens de Hoge Raad ontbrak zo’n wettelijke bevoegdheid voor strafrechtelijke ontruiming van kraakpanden door de politie op last van het Openbaar Ministerie. Het hof heeft dus de strafrechtelijke ontruiming van het kraakpand terecht verboden.
Ontruimingen op last van de burgemeester in verband met verstoring van de openbare orde en ontruimingen krachtens een vonnis van de burgerlijke rechter bleven zonder meer mogelijk.
In februari 2009 werd er een initiatiefwetsvoorstel voor een kraakverbod ingediend door de Kamerleden Ten Hoopen (CDA), Slob (CU) en Van den Burg (VVD). Op 15 oktober 2009 nam de Tweede Kamer dit wetsvoorstel aan (de Wet kraken en leegstand). De Eerste Kamer keurde de wet goed en sinds 1 oktober 2010 is kraken in Nederland verboden. Ontruimingen worden acht weken van tevoren aangekondigd, waardoor krakers een kort geding kunnen aanspannen.
Vanaf de invoering van de Wet kraken en leegstand tot juni 2012 zijn in Amsterdam 330 kraakpanden ontruimd, zo maakte burgemeester Eberhard van der Laan bekend. Merendeels gebeurde in vijf zogenoemde ontruimingsrondes. Volgens politiecommissaris Leen Schaap, als algemeen commandant verantwoordelijk voor de ontruimingen, waren er in genoemde maand in heel Amsterdam nog slechts 23 kraakpanden over. Hij zei dat er geen grote ontruimingsrondes meer nodig waren en concludeerde: 'Amsterdam kun je geen krakersstad meer noemen'.